# 尼氏鬍鯰
尼氏鬍鯰，為輻鰭魚綱鯰形目塘虱魚科的其中一種，分布於亞洲印尼及菲律賓淡水流域，體長可達50公分，棲息在底層水域，生活習性不明。

## 扩展阅读
維基物種上的相關：尼氏鬍鯰